# Thripophaga gutturata
El curutié jaspeado (Thripophaga gutturata), también denominado curutié de pecho punteado, chamicero punteado (en Colombia), colaespina jaspeada (en Ecuador), cola-espina jaspeado (en Perú) o güitío pechipunteado (en Venezuela), es una especie de ave paseriforme de la familia Furnariidae perteneciente al género Thripophaga, colocada hasta recientemente (2023) en el género Cranioleuca. Es nativa de la cuenca amazónica en América del Sur.

## Distribución y hábitat
Se distribuye ampliamente desde el sureste de Colombia (al sur desde el oeste de Caquetá) hacia el este por el sur de Venezuela (Amazonas, Bolívar), y desde el noreste de Surinam y norte de la Guayana francesa, y hacia el sur por el este de Ecuador, este de Perú, Amazonia brasileña (oeste de Amazonas al este hasta Amapá y al sur hasta Acre y centro norte de Pará) hasta el norte de Bolivia (al sur hasta Cochabamba).
Esta especie es considerada poco común en su hábitat natural: el sotobosque y el estrato medio de selvas húmedas tropicales y sus bordes, tanto en terra firme como en las riberas, localmente hasta los 1100 metros de altitud.

## Descripción
Mide entre 13 y 15 cm de longitud y pesa entre 13 y 17 g. Sus partes superiores son de color pardo oliváceo, con el píleo castaño; los hombros, las alas y la cola de color castaño rojizo ferruginoso y listas superciliares blanquecinas. Su barbilla es amarillenta y el resto de sus partes inferiores son blanquecinas salpicadas con pequeñas motas oscuras. Es la única Cranioleuca con partes inferiores jaspeadas.  Su pico es recto, puntiagudo y grisáceo.

## Sistemática

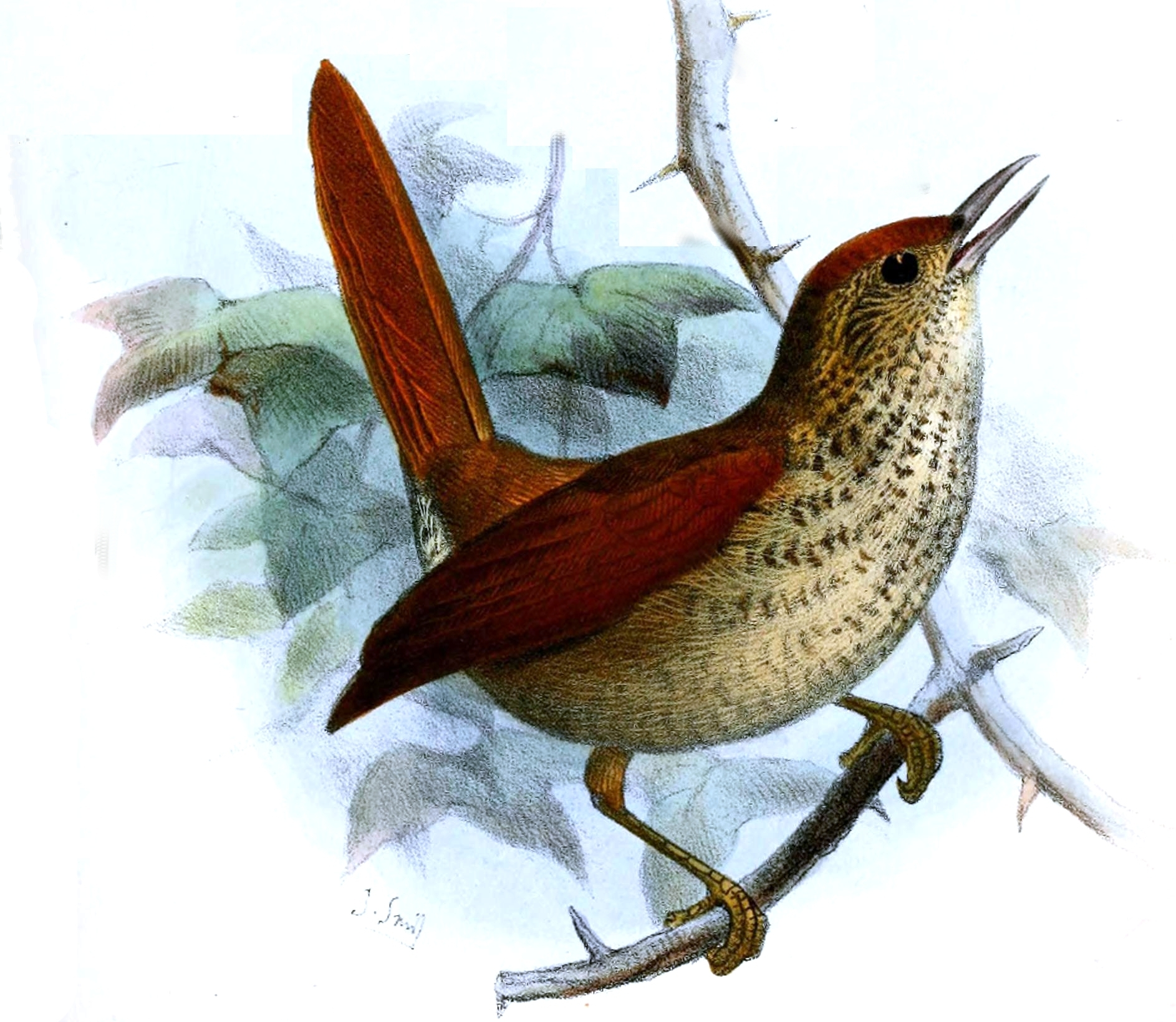
Synallaxis hyposticta, sinónimo de Thripophaga gutturata, ilustración de Joseph Smit en Proceedings of the Zoological Society of London, 1874.

### Descripción original
La especie T. gutturata fue descrita por primera vez por los naturalistas franceses d'Orbigny y Frédéric de Lafresnaye en 1838 bajo el nombre científico Anabates gutturatus; la localidad tipo es: «Yuracares (probablemente Cochabamba), Bolivia».

### Etimología
El nombre genérico femenino «Thripophaga» se compone de las palabras del griego se compone de las palabras del griego «θριψ thrips, θριπος thripos» que significa ‘pollilas de la madera’, y «φαγος phagos» que significa ‘comer’; y el nombre de la especie «gutturata», proviene de latín moderno «gutturatus» que significa ‘relativo a la garganta’.

### Taxonomía
Anteriormente colocada en el género Cranioleuca, pero datos filogenéticos recientes indican que la presente especie está embutida dentro del género Thripophaga (Derryberry et al. (2011), confirmado posteriormente por Harvey et al. (2020)); con esta base, las clasificaciones Aves del Mundo (HBW) y Birdlife International (BLI), y más recientemente el Congreso Ornitológico Internacional (IOC) y Clements checklist/eBird la trasladaron con el nombre Thripophaga gutturata.
La subespecie propuesta T. gutturata peruviana (Cory, 1919) (del este de Perú) fue descrita como siendo más oscura por arriba, más pálida y menos ocrácea por abajo, con el jaspeado del pecho más grosero, la barbilla de amarillo más pálido y lista superciliar menos pronunciada, pero los autores subsiguientes consideraron que representaban apenas variaciones individuales. Estudios más profundos también deberían garantizar la resurrección del taxón T. gutturata hyposticta (Pelzeln, 1859) para las poblaciones del noroeste de la Amazonia. Claramente, es necesario un re-análisis de las variaciones geográficas a lo largo de la zona de distribución. Tentativamente, es tratada como monotípica.